# Dunum
Dunum (ili dönüm, dunum, donum), je mjerna jedinica za površinu. Nije SI jedinica. SI jedinica za površinu je četvorni metar (m²).
Prvotno, dönüm, iz otomanskog turskog (ﻕﻤﻨﺿ / dönmek) je označavao površinu zemlje koju čovjek može preorati tijekom jednog dana. Mjera nije bila precizno definirana i varirala je od mjesta do mjesta. Još uvijek se koristi, u različitim standardiziranim verzijama, u mnogim zemljama bivšeg Otomanskog carstva.

## Verzije
- U Sjevernom Cipru, dunum je 14.400 ft² (1.337,8 m²).
- U Iraku, dunum je 2.500 m².
- U Izraelu, Jordanu, Libanonu, Palestinskoj samoupravi i Turskoj, dunum je 1.000 m². Pred kraj Otomanskog Carstva veličina dunuma je bila 919,3 m², ali tijekom britanskog mandata u Palestini usvojen je metrički dunum od 1.000 m², koji je još uvijek u uporabi.
- Neke od ostalih zemalja koje koriste dunum istog srazmjera su: Libija, Sirija i neke zemlje kao tradicionalnu mjeru ("dunum", a često, pogrešno "dulum") - Bosna i Hercegovina, Crna Gora, Hrvatska, Kosovo, Makedonija i Srbija.